# II. Amenemhat
II. Amenemhat (uralkodói nevén Nubkauré; kb. i. e. 1929 – i. e. 1895) az ókori egyiptomi XII. dinasztia harmadik fáraója. I. Szenuszert fia. Hosszú, 34 éves uralkodása alatt elődei jól bevált politikáját követte a trónon.

## Családi háttere
I. Szenuszert és testvér-felesége, III. Noferu gyermekeként született. Első említése Beni Hasszán nomarkhosza, Amenemhat önéletrajzi szövegében található, itt szerepel egy Ameni nevű herceg, aki minden bizonnyal azonos a későbbi II. Amenemhattal. Négy lánytestvérét említik apjuk sírkomplexumában, egy ötödiket egy, a királyi családtagok neveit felsoroló szentélyben a Sínai-félszigeten.
Amenemhat síregyüttesében több családtagját is említik, bár némelyik sír datálása vitatott, lehetséges, hogy a dinasztia uralkodásának későbbi szakaszára tehető. Úgy tűnik azonban, hogy ezek a sírok is Amenemhat sírkomplexumához tartoznak, bár elképzelhető, hogy némelyik családtag jóval később halt meg, ezért temetésükre is csak valamelyik Amenemhatot követő fáraó idejében került sor. Köztük található Keminub, a fáraó egyik felesége a két ismert közül, illetve legalább négy lánya, a kettős sírokba temetett Ita és Henemet, illetve Itaweret és Szithathormerit. További családtagjai ismertek más leletekről: Kaneferu királyné feltehetőleg a fáraó másik felesége; Itakajet és Henemetnoferhedzset nevű lányait egy-egy hengerpecséten említik apjukkal együtt, Amenemhatankh herceg pedig, akinek sztéléje töredékeit megtalálták Amenemhat sírkomplexumában, valószínűleg a fáraó fia volt, de az is lehet, hogy a testvére.
II. Amenemhat és utóda, II. Szenuszert kapcsolatára nincs közvetlen utalás. Hogy utóbbi a fia volt az előbbinek, csak egy valószínű feltételezés. Szenuszert felesége, Nofret viseli a „király leánya” címet, valószínűleg ő is Amenemhat gyermekei közé sorolható.

## Uralkodása
Apja halála előtt 3 évvel már társuralkodóként gyakorolta a hatalmat - erről tanúskodik Szimontunak a British Múzeumban található sztéléje – és elődei vívmányait tovább folytatva az egyre virágzó mezőgazdaság, vadászat, halászat, bányászat és természetesen a Núbiából beáramló arany, biztosította az ország töretlen fejlődését. Hadjáratot vezetett a Vörös-tengerhez és uralkodásának 28. évéből származó feljegyzések szerint Punt földjére is.
Aktív kereskedelmi és diplomáciai jelenlétről tanúskodnak a Bübloszban, Szíriában, Palesztinában, valamint Krétán és Cipruson is megtalált egyiptomi, illetve az ezen országokból származó használati- és ajándéktárgyak egyiptombeli előfordulása.

## Sírja
Dahsúrban épült piramisa az ókorban az „Amenemhatról gondoskodtak” nevet kapta, eredeti méretéről nincsenek adatok és romos állapota miatt következtetni sem lehet rá. Sajnos burkolóköveit elhordták és így láthatóvá váltak a piramis belső szerkezetét alkotó sugárirányú mészkő „bordák” - amit homokkal és törmelékkel töltöttek ki később – és ennek a színére utalva hívják ma „Fehér Piramisnak”. Egyike a legkevésbé feltárt és dokumentált egyiptomi műemlékeknek, 1894-ben Jacques de Morgan által végzett ásatáskor a nyugati oldalánál feltárt sírokban a középbirodalom csodálatos ékszereit találta meg Khnumit és Ita hercegnők érintetlen sírjában.

## Név, titulatúra
A fáraók titulatúrájának magyarázatát és történetét lásd az Ötelemű titulatúra szócikkben.
| G5 |

| G5 |

| H | k · n | m | mAat |

| H | k · n | m | mAat |

| H | k · n | m | mAat |

| H | k · n | m | mAat |

| G5 |

| G5 |

| H | k · n | m | mAat |

| H | k · n | m | mAat |

| H | k · n | m | mAat |

| H | k · n | m | mAat |

| G16 |

| G16 |

| H | k · n | m | mAat |

| H | k · n | m | mAat |

| G16 |

| G16 |

| H | k · n | m | mAat |

| H | k · n | m | mAat |

| G8 |

| G8 |

| U2 · Aa11 | xrw |

| U2 · Aa11 | xrw |

| G8 |

| G8 |

| U2 · Aa11 | xrw |

| U2 · Aa11 | xrw |

| M23 | L2 |

| M23 | L2 |

| ra · S12 | D28 · D28 · D28 |

| ra · S12 | D28 · D28 · D28 |

| ra · S12 | D28 · D28 · D28 |

| ra · S12 | D28 · D28 · D28 |

| ra · S12 | D28 · D28 · D28 |

| ra · S12 | D28 · D28 · D28 |

| ra · S12 | D28 · D28 · D28 |

| ra · S12 | D28 · D28 · D28 |

| M23 | L2 |

| M23 | L2 |

| ra · S12 | D28 · D28 · D28 |

| ra · S12 | D28 · D28 · D28 |

| ra · S12 | D28 · D28 · D28 |

| ra · S12 | D28 · D28 · D28 |

| ra · S12 | D28 · D28 · D28 |

| ra · S12 | D28 · D28 · D28 |

| ra · S12 | D28 · D28 · D28 |

| ra · S12 | D28 · D28 · D28 |

| G39 | N5 | \| \| |
|     |    |       |

|  |

| G39 | N5 | \| \| |
|     |    |       |

|  |

| i | mn · n | m | HAt · t |

| i | mn · n | m | HAt · t |

| i | mn · n | m | HAt · t |

| i | mn · n | m | HAt · t |

| i | mn · n | m | HAt · t |

| i | mn · n | m | HAt · t |

| i | mn · n | m | HAt · t |

| i | mn · n | m | HAt · t |

| G39 | N5 | \| \| |
|     |    |       |

|  |

| G39 | N5 | \| \| |
|     |    |       |

|  |

| i | mn · n | m | HAt · t |

| i | mn · n | m | HAt · t |

| i | mn · n | m | HAt · t |

| i | mn · n | m | HAt · t |

| i | mn · n | m | HAt · t |

| i | mn · n | m | HAt · t |

| i | mn · n | m | HAt · t |

| i | mn · n | m | HAt · t |